# Пива (манастир)
Вижте пояснителната страница за други значения на Пива.
Манастирът Пива (на сръбски: Пива или Manastir Pivski) с църквата Св. Богородица или Св. Успение Богородично е православен манастир в областта Пива, в северната част на Черна гора с първоначално местоположение близо до извора на река Пива, а четири столетия по-късно през XX в. преместен до езерото Мратине. Един от най-значимите манастири в Черна гора. Разполага с богата колекция от редки богослужебни книги, красиви стенописи, предмети от благородни метали с религиозно предназначение, лични вещи, принадлежали на Байо Пивлянин, национален герой на Сърбия, и псалм, отпечатан в печатницата на Църноевич - първата на Балканския полуостров, датираща от 1493–1496 г., собственост на Георги IV Църноевич от известната владетелска династия Църноевичи.
Основан е през 1573 или според други източници през 1575 г., и е окончателно завършен през 1586 г. с паричната подкрепа на митрополита на Захумлието и на Херцеговина Саватие Соколович, който по-късно става сръбски патриарх (1585 - 1586). Строителството е поверено на братята Гаврило и Вукашин.
През 1982 г. се налага преместването на манастира поради изграждането на язовир и акумулирането на водни маси за хидроелектро-станция като цялото прехвърляне отнема 12 години. Манастирът е преместен камък по камък в село Горанско близо до езерото Мратине на 7 km южно от Плужине. 1260 m² стенописи са снети от стените и пренесени на новата локация.